# Eminia holubii
Eminia holubii là một loài thực vật có hoa trong họ Đậu. Loài này được (Hemsl.) Taub. miêu tả khoa học đầu tiên.